# Lega Democratica Nazionale
La Lega Democratica Nazionale fu il primo partito cattolico italiano non confessionale.

## Storia
Nata il 20 novembre 1905 a Bologna, fu composta da un gruppo di intellettuali democratici cristiani. I fondatori si erano formati culturalmente all'interno dell'Opera dei congressi, organizzazione laicale cattolica, riconosciuta dal Papa ed esistita fino al 1904, sebbene non ne condividessero ormai la linea intransigente. Il partito espresse idee riformiste in campo sociale, promuovendo la separazione tra ambito religioso e ambito politico. I componenti della prima direzione furono: don Romolo Murri, Eligio Cacciaguerra (1878-1918), Giuseppe Fuschini (Segretario generale), Ettore Poggipollini, Mario Tortonese e Guido Zadei. L'organo ufficiale del movimento fu la rivista L'Azione Democratica.
Né Murri né Fuschini poterono partecipare al primo congresso del movimento, che si tenne a Milano il 15-16 settembre 1906: due mesi prima, il 28 luglio, papa Pio X aveva pubblicato l'enciclica Pieni l'animo in cui, deplorando «lo spirito d'insubordinazione e d'indipendenza, che si manifesta qua e là in mezzo al clero», aveva preventivamente posto il divieto ai sacerdoti (come Murri) di partecipare ad attività politiche non coordinate per via gerarchica, vietando sostanzialmente l'adesione alla Lega Democratica Nazionale di Murri e Fuschini.
La Lega Democratica Nazionale fu costantemente invisa alle gerarchie ecclesiastiche; il suo fondatore fu sospeso a divinis il 14 aprile 1907; nel settembre dello stesso anno Pio X, con l'enciclica Pascendi Dominici gregis, equiparò il programma della Lega Democratica Nazionale a quello dei modernisti. Nonostante ciò, il 20 settembre venne emanato dal partito il "Programma di politica ecclesiastica". Voluto dal Murri, esso si basava anche su principi legati a Tommaso Gallarati Scotti, un riformista cattolico. Il programma prevedeva la soppressione dello studio della religione nelle scuole pubbliche, il controllo statale sulla scuola, l'eliminazione del fondo per il culto, la divisione fra società civile e religiosa.
Nel 1909, dopo la sua candidatura e successiva elezione alla Camera dei deputati nelle liste della Lega Democratica, Murri fu scomunicato (tale scomunica verrà poi revocata nel 1943 da papa Pio XII). Al congresso del 1910 (Imola, settembre 1910) si aprì una frattura all'interno del movimento: da una parte Murri, che appoggiava l'opportunità di una collaborazione con il Partito Socialista Italiano, dall'altra l'ala che sosteneva la priorità della tradizione cattolica. La scissione bloccò l'attività del partito.
L'anno seguente fu convocata a Firenze una "Assemblea costituente". Murri fu messo in minoranza e ruppe con la Lega Democratica. Eligio Cacciaguerra, Eugenio Vaina, Giuseppe Donati (romagnoli) e Mario Tortonese rifondarono il movimento e lo denominarono «Lega democratica cristiana italiana». Il nuovo partito assunse una linea di ortodossa fedeltà alla Chiesa.
Nel 1913 l'unico deputato eletto risultò Marco Ciriani, nel collegio di Udine. In politica interna il partito fu antigiolittiano e alquanto critico del Patto Gentiloni. 
Allo scoppio della prima guerra mondiale la Lega espresse solidarietà al Belgio invaso dai tedeschi, alla Serbia invasa dagli austriaci ed alla Francia. Prese posizione contro la Triplice alleanza ed auspicò che i popoli che erano soggetti all'Impero austro-ungarico (tra cui ungheresi, cechi e slovacchi) ritrovassero la loro libertà. Il nuovo papa, Benedetto XV, fu artefice di un clima di tolleranza che favorì la ripresa dell'azione del partito.
Al congresso del 1919 la Lega Democratica Nazionale si sciolse per dare vita al Partito Democratico Cristiano (P.D.C.) che si propose immediatamente come antagonista del Partito popolare: Donati, leader del PDC, accusò il movimento di don Luigi Sturzo di essere composto in parte da elementi con una visione conservatrice (che lo avrebbero condizionato) e, inoltre, di aver voluto creare un partito talmente laico da espellere qualsiasi «sincera passione religiosa». 
Alle elezioni politiche del 1919 però la formazione di Donati andò incontro a una débâcle, conquistando un solo seggio parlamentare (nuovamente Ciriani nel collegio di Udine, mentre Donati non riuscì a essere eletto). Nel 1920 Donati considerò conclusa l'esperienza del P.D.C. e ne sancì lo scioglimento.

## Congressi nazionali
- I Congresso: Milano (15-16 settembre 1906)
- II Congresso: Rimini (6-8 settembre 1908)
- III Congresso: Imola (18-20 settembre 1910)
- IV Congresso: ...
- V Congresso: Bologna (5-6-7 gennaio 1915)
- VI Congresso: Bologna (aprile 1919)[10]

## «L'Azione democratica»
L'organo di stampa del partito nacque a Bologna; il primo numero uscì il 1º maggio 1906. Inizialmente mensile, passò poi ad uscite quindicinali. Fu pubblicato in varie città. Dopo Bologna: Torino, Firenze, Cesena e Roma. Il periodo cesenate coincise con la direzione di Eligio Cacciaguerra (25 febbraio 1912 - 21 gennaio 1917), la più lunga nella breve storia del periodico. Nel 1917 la rivista fu trasferita a Roma, dove fu retta da un comitato di redazione presieduto dal deputato Marco Ciriani.